# Ígérem, hogy visszatérek
Az Ígérem, hogy visszatérek (eredeti cím: Proxima) 2019-ben bemutatott francia filmdráma, amelyet Alice Winocour rendezett. A forgatókönyvet Alice Winocour és Jean-Stéphane Bron írta. A producerei Isabelle Madelaine és Émilie Tisné. A főszerepben Eva Green, Matt Dillon, Lars Eidinger, Sandra Hüller és Zélie Boulant-Lemesle láthatók. A film zeneszerzője Ryuichi Sakamoto. A film gyártója a Dharamsala, a Darius Films, a Pathé Films és a Pandora Film Produktion, forgalmazója a Pathé.
Franciaországban 2019. november 27-én mutatták be a mozikban, Magyarországon 2020. szeptember 10-én.
Az Európai Űrügynökség különféle képzési helyein forgatták.

## Cselekmény
Sarah francia nő, aki csecsemőkora óta űrhajós szeretett volna lenni. Megtudja, hogy a Proxima legénysége, utolsó pillanatban elhagyhatják a Földet.
Míg Sarah örül, hogy megy a Marsra, közben azzal küzd, hogy  Stellát a kislányát itt hagyja. Aggodalma ellenére elvállaja a küldetést és Stellát Thomasnál a volt férjénél hagyja.
Sarah a Mars legénységének egyetlen női tagja. Nyílt ellenségeskedéssel fogadja a kapitány, Mike. Sarah azonban fokozatosan elnyeri tiszteletét az edzés során.
Az edzés során Stella egyszer meglátogathatja Sarah-t. Sarah ragaszkodik ahhoz, hogy többször legyenek együtt. Míg a találkozás kezdetben jól megy, végül rosszul végződik, mivel Stella szorongani kezd, unatkozik és elmenekül, emiatt Sarah és Mike között ismét feszültség lesz. Másnap Stella hazamegy, miközben Sarah még alszik.
Stella egyre jobban küzd az érzelmei miatt. Stella meglepődik, amikor Mike megpróbálja felvidítani, mondván, hogy lehetetlen  tökéletes anyának és űrhajósnak lenni. Az utolsó kéthetes karantén előtt Sarah teljesen összetör, amikor Stella és Thomas elkésnek az utolsó találkozóról.
Sarah és Stella ezúttal egy üvegablakon láthatják egymást. Stella emlékezteti anyját, hogy megígérte, hogy együtt láthatják az űrhajót, amelyen elindul, de Sarah megszegte ígéretét. Sarah kivonul a karanténból, felébreszti Stellát, és kora reggel elviszi a űrhajóhoz.
Aznap este a űrhajó Sarah-val fedélzetén elindul. A Földön egy könnyes szemű Thomas és egy mosolygós Stella figyeli az űrhajó indítását.

## Szereplők
| Szereplő              | Színész               | Magyar hang         |
| --------------------- | --------------------- | ------------------- |
| Sarah Loreau          | Eva Green             | Nagy-Németh Borbála |
| Stella Akerman Loreau | Zélie Boulant-Lemesle | Nagy Zselyke        |
| Mike Shannon          | Matt Dillon           | Kőszegi Ákos        |
| Thomas Akerman        | Lars Eidinger         | Fesztbaum Béla      |
| Wendy                 | Sandra Hüller         |                     |
| Anton Ocheivsky       | Aleksey Fateev        |                     |

## Bemutatás
Az Ígérem, hogy visszatérek a Platform-díj programban mutatkozott be a 2019-es Torontói Nemzetközi Filmfesztiválon és a zsűritől elismerést kapott. A legjobb nemzetközi játékfilmek 2020-as Oscar-díjának az egyik franciaországi pályázata lett, végül Nyomorultak című filmet jelölték.